# 가설을 위한 망상
《가설을 위한 망상》은 2007년 발표한 소설가 박경리의 수필집이다. 또한, 그녀의 마지막 작품이기도 하다.

## 내용
등단 이후 그녀가 썼던 수필과 각종 한담을 포함하고 있으며, 그녀의 미완성 작품 '나비야 청산가자'와 사회학자 송호근과 나눴던 대담이 있다.

### 나비야 청산가자
이 작품은 그녀의 미완성 작품으로써, 한국 현대 사회를 다루는 소설이다. 그러나, 그녀는 토지의 완성 이후 너무 힘에 벅차서 다 완성하지 못하였다고 말했다.